# Манаскент
Манаске́нт (кум. Манас-гент) — село в Карабудахкентском районе Дагестана Российской Федерации.
Образует муниципальное образование село Манаскент со статусом сельского поселения как единственный населённый пункт в его составе.
Посёлок городского типа в 1965—2005 годах

## География
Посёлок расположен в 11 км к северо-востоку от села Карабудахкент, на левом берегу реки Манасозень. С запада непосредственно к селу примыкает посёлок Манас.

## История
В 1965 году село Манаскент и посёлок железнодорожной станции Манас были объединены «как фактические слившиеся» в один населённый пункт посёлок Манаскент, с образованием Манаскентского поселкового совета.
Посёлок городского типа с 1965 года.
В 1980-е годы включен в состав пгт посёлок Чайка.
Постановлением НС РД от 25.05.2005 г. преобразован в сельский населённый пункт, тем же постановлением из состава села выделена территория поселка при железнодорожной станции Манас, преобразованная в пгт Манас, хотя формально оба населённых пункта существовали и ранее, о чём говорят итоги переписи 2002 года, в которых они представлены раздельно.

## Население
| 1926  | 1939  | 1970  | 1979  | 1989  | 2002  | 2010  |
| ----- | ----- | ----- | ----- | ----- | ----- | ----- |
| 237   | ↗270  | ↗2506 | ↗3108 | ↗3593 | ↗4275 | ↗4994 |
| 2012  | 2013  | 2014  | 2015  | 2016  | 2017  | 2018  |
| ↗5101 | ↗5249 | ↗5327 | ↗5459 | ↗5531 | ↗5619 | ↗5678 |
| 2019  | 2020  | 2021  | 2023  | 2024  | 2025  |       |
| ↗5806 | ↗5927 | ↗6583 | ↗6762 | ↗6846 | ↗7037 |       |

Национальный состав по переписи 2002 года:
- кумыки — 3256 чел. (76,2 %)
- даргинцы — 709 чел. (16,6 %)
- лакцы — 201 чел. (4,7 %)[6]

Население — в основном выходцы из кумыкского села Кака-Шура .
Национальный состав
По данным Всероссийской переписи населения 2021 года:
| №        | Национальность | Численность, чел. | Доля    |
| -------- | -------------- | ----------------- | ------- |
| 1        | кумыки         | 4935              | 74,96 % |
| 2        | даргинцы       | 1 218             | 18,50%  |
| 2.000001 | не указавшие   | 5                 | 0,7 %   |
| 2.000002 | прочие         | 419               | 6,36 %  |
| 2.000003 | всего          | 6583              | 100 %   |

## Известные уроженцы, жители
- Гмыря, Людмила Борисовна (род. 1946) — советский и российский археолог.

## Инфраструктура
Личное подсобное хозяйство с зоной сельскохозяйственного использования, индивидуальная застройка усадебного типа.

## Транспорт
Автобусное сообщение.